# Sant Vicenç de les Cases de Rialb
Sant Vicenç de les Cases de Rialb és una església del municipi de la Baronia de Rialb (Noguera) que forma part de l'Inventari del Patrimoni Arquitectònic de Catalunya.

## Descripció
És una capella a dalt d'un turonet, propera a Cal Tomàs. És modificada. Té un absis amb volta, ampliat amb una nau coberta amb fustes i teula, amb espitlleres a migdia i porta dovellada a ponent. L'absis té una finestra romànica de doble esqueixada, amb arc triomfal. S'observen restes de carreus de tosca en el cos ampliat. El 1635 és la data a la clau de la dovella de la porta nova, amb la inscripció "JHS".